# Ярове (Черкаський район)
Ярове́ — село в Україні, у Черкаському районі Черкаської області, підпорядковане Михайлівській сільській громаді. Розташоване на північний захід від міста Кам'янки. Населення 153 особи, дворів 113 (2009).
Поблизу села досліджено кургани з похованнями доби бронзи, скіфських і сарматських часів та виявлено поселення черняхівської культури.
На території села розміщені фельдшерський пункт, залишки магазину, та будинку культури.